# Mosteiro de Vitorino das Donas
O Mosteiro de Vitorino das Donas foi um mosteiro feminino da Ordem de São Bento, que existiu na freguesia de Vitorino das Donas, concelho de Ponte de Lima, em Portugal.
Em 1320, a taxação das igrejas a que se procedeu durante o reinado de D. Dinis, este mosteiro aparece já na Terra de Penela, com o rendimento anual de cem libras. Em 1528 o Livro dos Benefícios e Comendas, do qual existe uma cópia do século XVIII na Biblioteca Nacional de Lisboa, regista que este mosteiro, de freiras, pertencia à Terra de Penela, com rendimento de 120 libras. Segundo informa Américo Costa, no seu "Diccionario Chorográfico de Portugal", diz que existiu nesta freguesia um mosteiro da Ordem de São Bento, o qual foi extinto em 1589, tendo as suas religiosas transitado para o Convento de São Salvador de Braga.